# Анна Габсбург (герцогиня Баварії)
Анна Габсбург (7 липня 1528, Прага — 16 жовтня 1590, Мюнхен) — герцогиня Баварська, дружина Альбрехта V герцога Баварії. Дочка імператора Священної Римської імперії Фердинанда Ι і його дружини Анни Ι.

## Біографія
Анна була третьою з п'ятнадцяти дітей у сім'ї. Серед її братів і сестер: герцогиня Тосканська Іоанна (мати французької королеви Марії Медічі), герцог Австрії Карл II, імператор Священної Римської Імперії Максиміліан II, королева Польщі Єлизавета і герцог Фердинанд II.
З боку батька її дідом і бабусею були: король Бургундії Філіп Ι і королева Кастилії Хуана Ι, а по материнській лінії вона була онукою короля Чехії Владислава II Ягеллончика і Анни де Фуа.
Ще дитиною, Анна була  заручена спочатку з Теодором Баварським, сином герцога Вільгельма IV, потім з Карлом Орлеанським,, сином французького короля Франциска I, але  весілля не відбулося через передчасну смерть наречених.
У підсумку, сімнадцятирічна Анна вийшла заміж 4 липня 1546 року за брата свого першого нареченого, майбутнього баварського герцога Альбрехта. Цей шлюб був частиною стратегії дядька нареченої імператора Карла V, який хотів заручитися підтримкою Альбрехта V перед тим як розв'язати Шмалькальденську війну. Весільним подарунком імператора були 50 000 гульденів. До 7 березня 1550 року, коли Альбрехт став герцогом, пара жила в замку Траусніц.
Анна і Альбрехт мали  великий вплив на духовне життя герцогства. Відкривши кілька музеїв і заснувавши Баварську державну бібліотеку, вони заслужили для Мюнхена репутацію міста освіти та мистецтв. Крім цього Анна і Альберхт також надавали підтримку художнику Гансу Мелиху і композитору Орландо ді Лассо.

## Родина
Чоловік — Альбрехт V (1528—1579), герцог Баварський
Діти:
- Карл (1547)
- Вільгельм V (1548—1626) — герцог Баварії.
- Фердинанд (1550—1608)
- Маріанна (1551—1608) —  дружина свого дядька Карла Австрійського
- Марія Максиміліана (1552—1614)
- Фредерік (1553—1554)
- Ернст (1554—1612) — архиєпископ Кельну

## Галерея (портрети дітей)

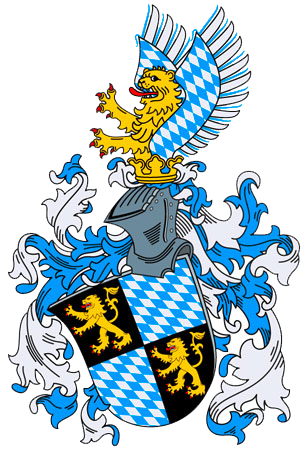
Карл
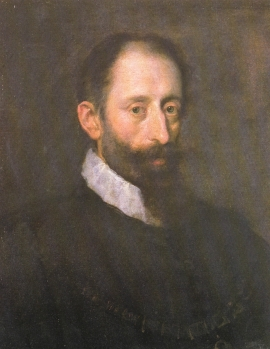
Вільгельм V
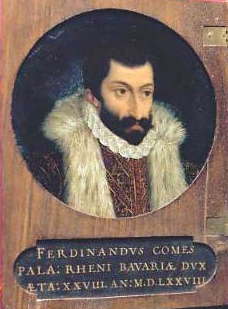
Фердинанд
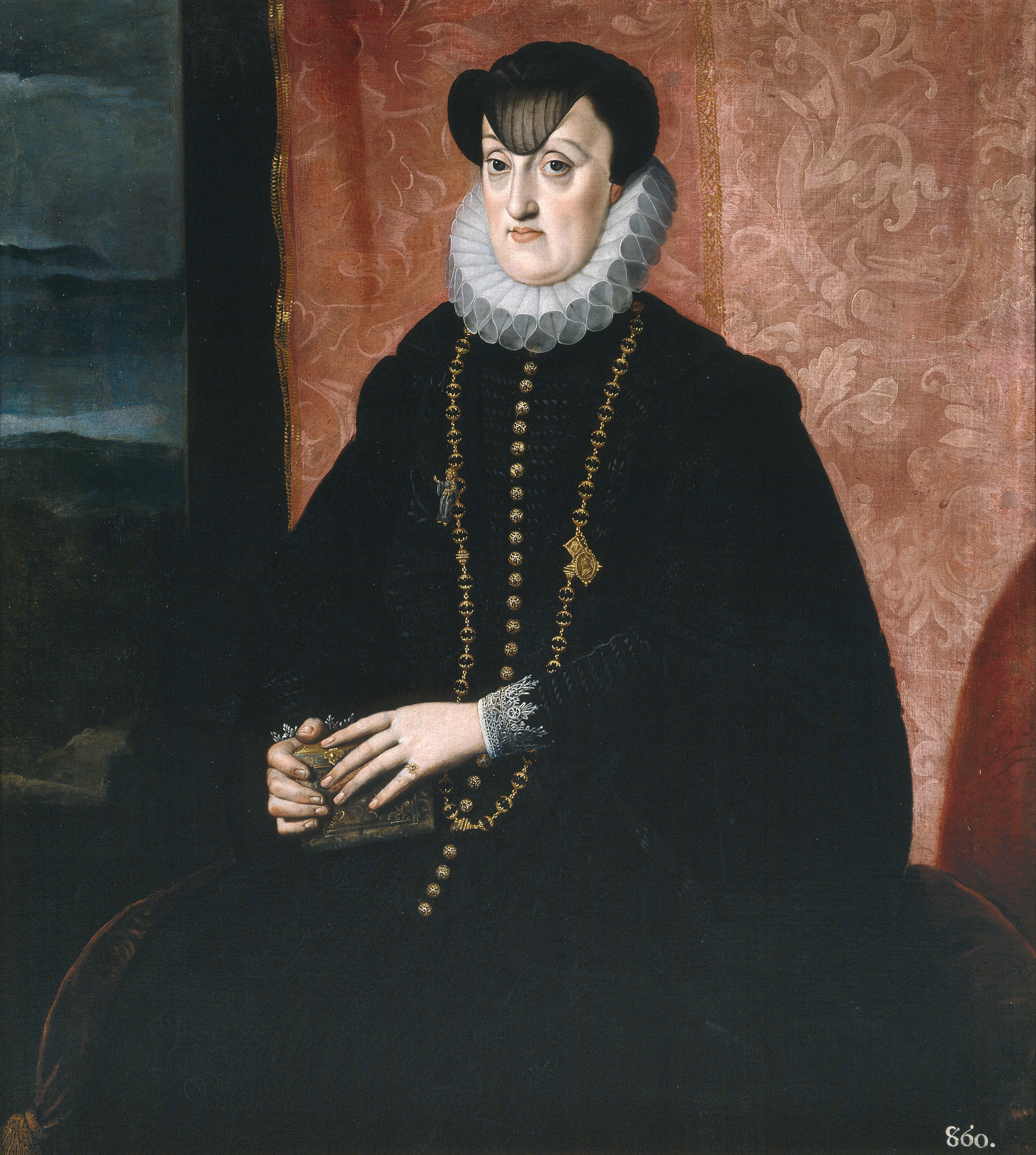
Маріанна
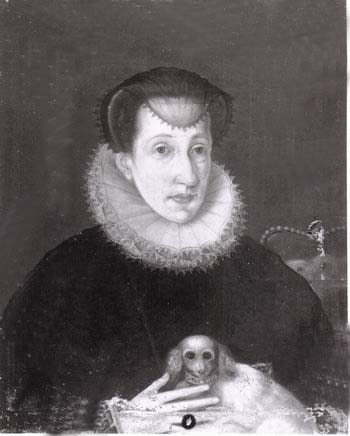
Марія Максиміліана
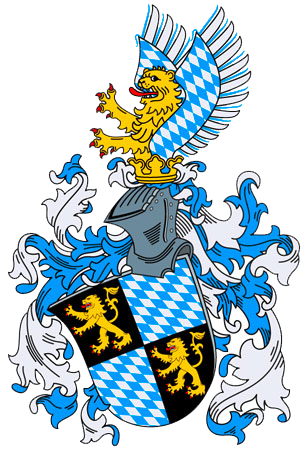
Фредерік
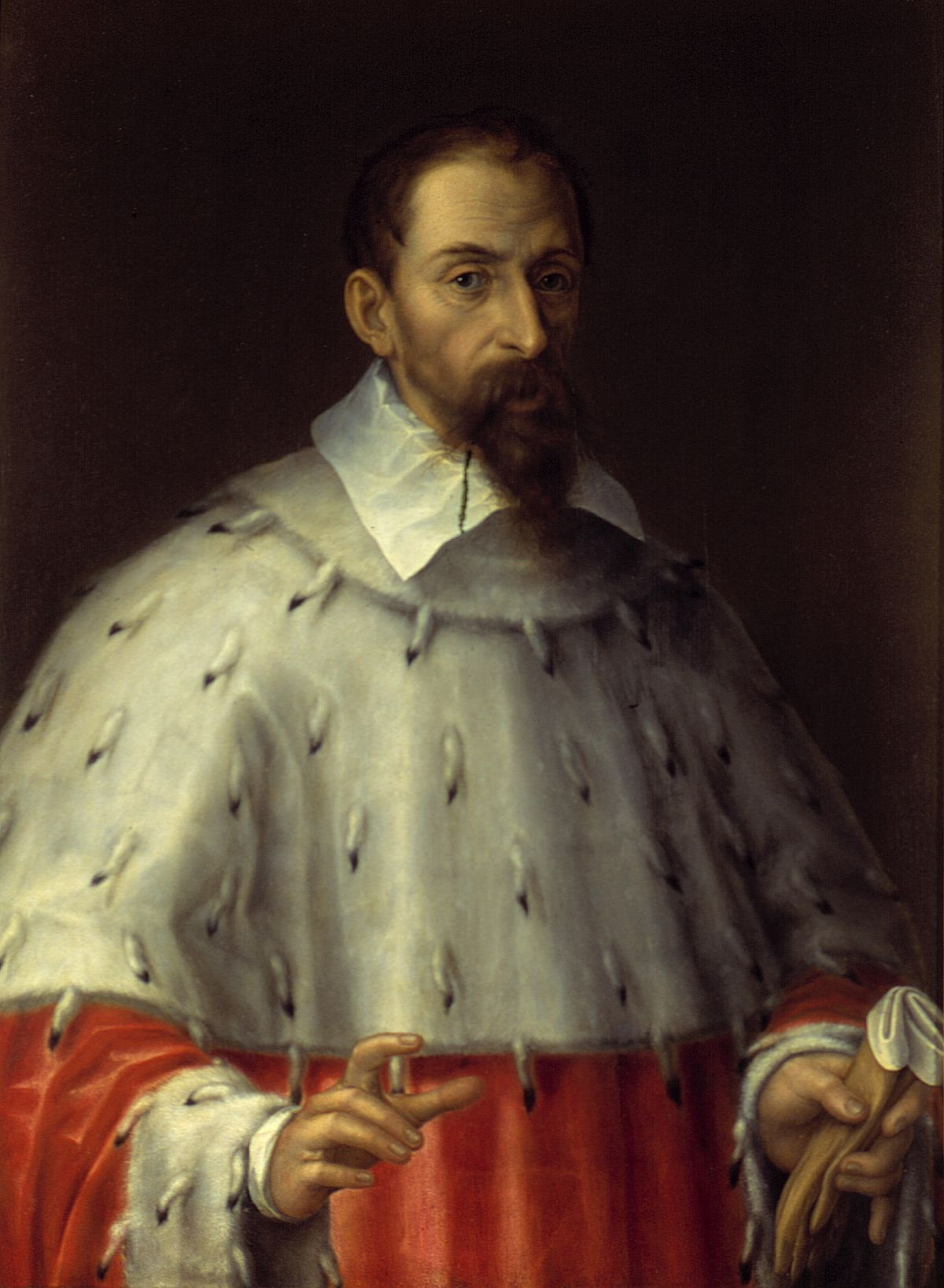
Ернест